# George Gallo
George Gallo Jr., född 20 mars 1956 i Port Chester i delstaten New York, är en amerikansk manusförfattare, filmregissör, producent, målare, och musiker. Han är bland annat känd för att ha skrivit manus till actionkomedifilmen Midnight Run, samt för att både ha skrivit och regisserat dramakomedifilmen 29th Street. Han var också manusförfattare och regissör, till 2009/2010 års dramafilm Middle Men, med bland annat Luke Wilson i huvudrollen.

## Filmografi (i urval)
- 1986 – Smarta killar
- 1988 – Midnight Run
- 1989 – Relentless (skådespelare)
- 1994 – Fångade i paradiset
- 1995 – Bad Boys
- 1999 – Analysera mera (okrediterad medverkan)
- 2001 – Double Take
- 2001 – Spot – En hund på rymmen
- 2004 – Oss torpeder emellan 2
- 2007 – Code Name: The Cleaner
- 2008 – My Mom's New Boyfriend
- 2009 – Middle Men
- 2012 – Columbus Circle
- 2019 – The Poison Rose
- 2020 – The Comeback Trail
- 2021 – Vanquish
- 2023 – The Ritual Killer